# Vogel & Noot
Die Vogel & Noot AG war ein 1872 gegründetes österreichisches Industrieunternehmen in Wartberg im Mürztal, Gemeinde Sankt Barbara im Mürztal. Die ersten Produkte der Firmengründer Friedrich Vogel, Hugo Noot und Hermann Bührlen waren Schaufeln und Spaten. 25 Jahre nach der Gründung kamen Pflugschare hinzu. Nach und nach kamen weitere Landmaschinen hinzu. Ab 1929 wurde mit der Produktion von Heizkörpern begonnen.

## Unternehmensgruppe

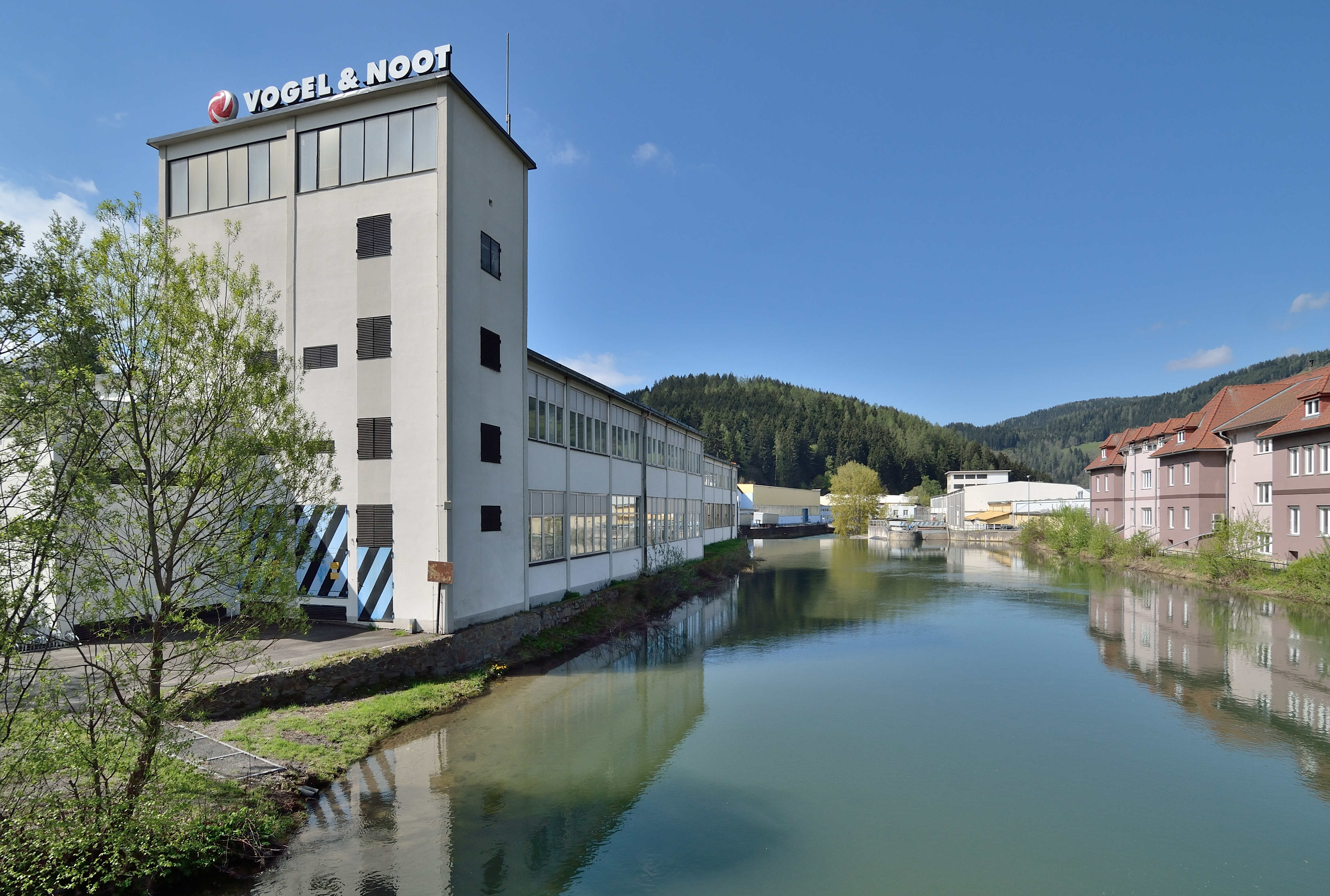
Standort in Wartberg im Mürztal, links der Mürz

Im Jahr 2000 erreichte das Unternehmen mit 3000 Mitarbeitern einen Umsatz von rund 310 Mio. Euro und hatte 13 Produktionsstandorte. Der wichtigste Geschäftsbereich war damals die Wärmetechnik mit rund 43 % des Konzernumsatzes. Dieser Geschäftsbereich wurde 2002 an Rettig ICC verkauft und 2009 auf die heutige Rettig Germany GmbH verschmolzen. 36 % des Umsatzes stammten aus der Produktion von Metallverpackungen, vor allem Dosen und Kanister. Der Konzernbereich Packaging wurde 2010 für 210 Mio. Euro an die Silgan Holdings verkauft.
Im Jahr 2014 stellt sich das ehemals gemeinsame Unternehmen als drei Teile dar, die in den angestammten Bauten in den zwei Orten im Mürztal weiter produzieren, wenn sie auch jeweils anderen Unternehmensgruppen eingegliedert worden sind.
Nördlich der Grazer-Straße
in Wartberg liegen etwa 15.000 m² Werkgebäude. Nur die Halle, in der Vogel&Noot Technologies untergebracht war, ist derzeit ungenützt.
1. Vogel&Noot Landmaschinen GmbH & Co KG (und Vogel & Noot Landmaschinen GmbH) werkt gegenüber, mit 12.000 m² Gebäuden südlich der Landesstraße L 118, mit Adresse Grazer-Straße 1 in Wartberg und mit der Rückseite dem rechten Ufer der Mürz.
2. Rettig Austria GmbH („VOGEL&NOOT Headquarters“) produziert die Heizkörper in der Vogel & Noot-Straße 4, Wartberg genau gegenüber am linken Ufer (südlich) der Mürz auf 25.000 m².
Östlich der Betriebe führt die Straßenbrücke über die Mürz, die nach Westen fließt. 120 m flussabwärts liegt das Kraftwerksstauwerk, nochmals 120 m weiter westlich ein Steg und eine Rohrbrücke, die ebenfalls die beiden Betriebsgelände verbinden.
3. Die Blechverpackungen werden wie bisher drei Kilometer weiter nordöstlich in Mitterdorf im Mürztal, Veitscher Straße 4 (am rechten Mürzufer) erzeugt. Nun von der Silgan Metal Packaging - Mitterdorf GmbH, Teil der Silgan Holdings und mit Geschäftsführung in Wien.

## Vogel & Noot Landmaschinen

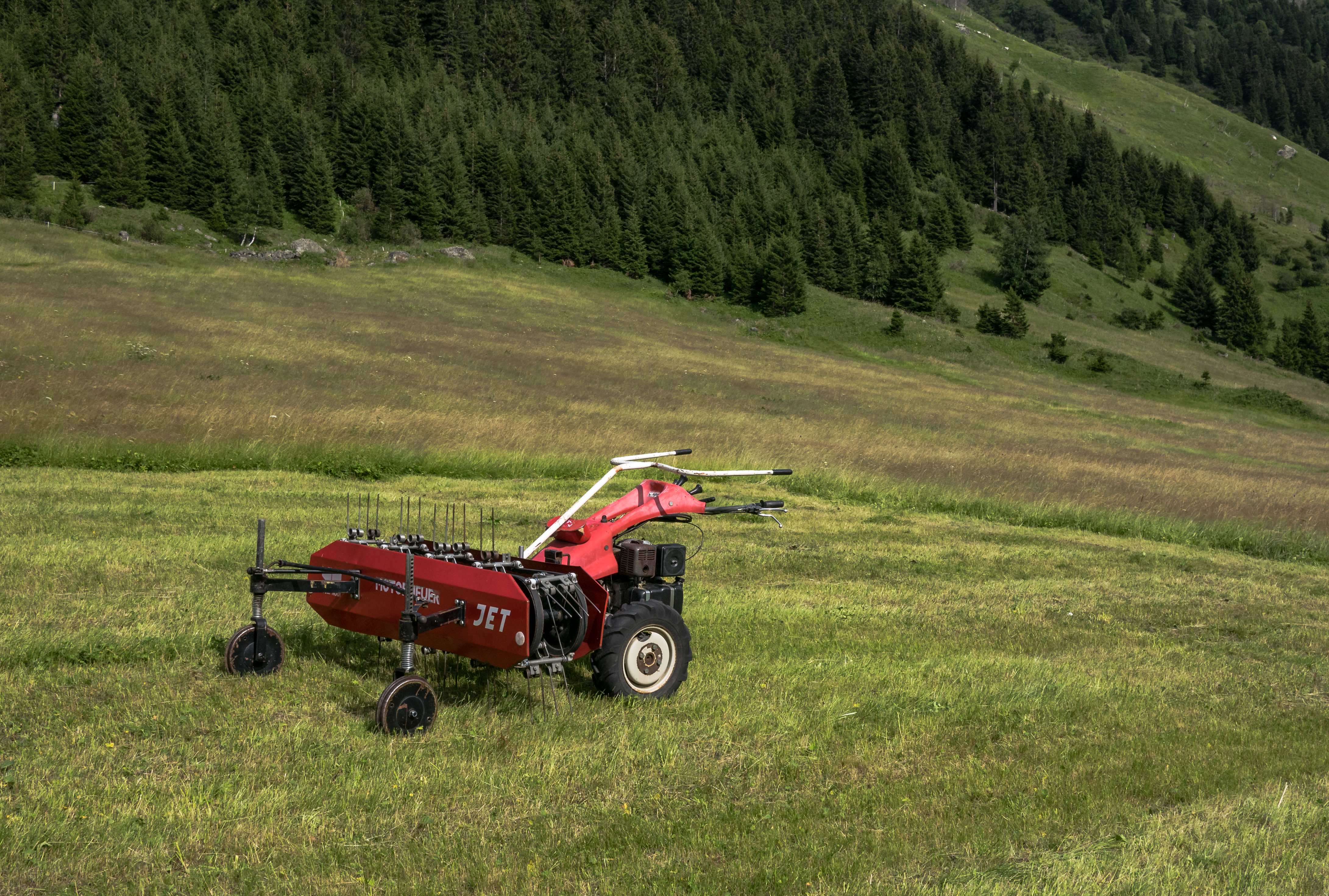
Heuwender von Vogel & Noot

Die Vogel & Noot Landmaschinen GmbH & Co KG produzierte Bodenbearbeitungsgeräte, Sämaschinen, Schlegelmulchgeräte und Feldspritzen. Im November 2008 übernahm die Landmaschinen GesmbH den Bereich für Pflanzenschutzgeräte von Holder. Das Unternehmen gehörte ab 2009 zur CTP/AgromashHolding. Anfang August 2016 wurde die Insolvenz der Vogel & Noot Landmaschinen GmbH & Co KG bekannt, am Handelsgericht Leoben wurde ein Sanierungsverfahren mit Eigenverwaltung eröffnet. Angestrebt wurde eine Weiterführung des Unternehmens mit einem von 110 auf 80 Mitarbeiter reduzierten Personalstand. Im September 2016 wurde das Unternehmen zerschlagen, die Pflugproduktion mit dem Werk im ungarischen Mosonmagyaróvár wurde an Amazone verkauft. Das belgische Unternehmen Beyne erwarb den Standort Wartberg (Verschleißteilproduktion) und die Vertriebsgesellschaft in Rumänien. Den Standort in Törökszentmiklós (Grubberproduktion) sicherte sich die deutsche Präzi-Flachstahl AG.
Zwischen 1997 und 2003 war auch der deutsche Pflughersteller Niemeyer Bestandteil der Vogel & Noot Gruppe.

## Auszeichnungen
- 1989/90 mit Manfred Lechner: Staatspreis Design für Motormäher Jet Neu